# Karl Burger (Politiker, 1872)

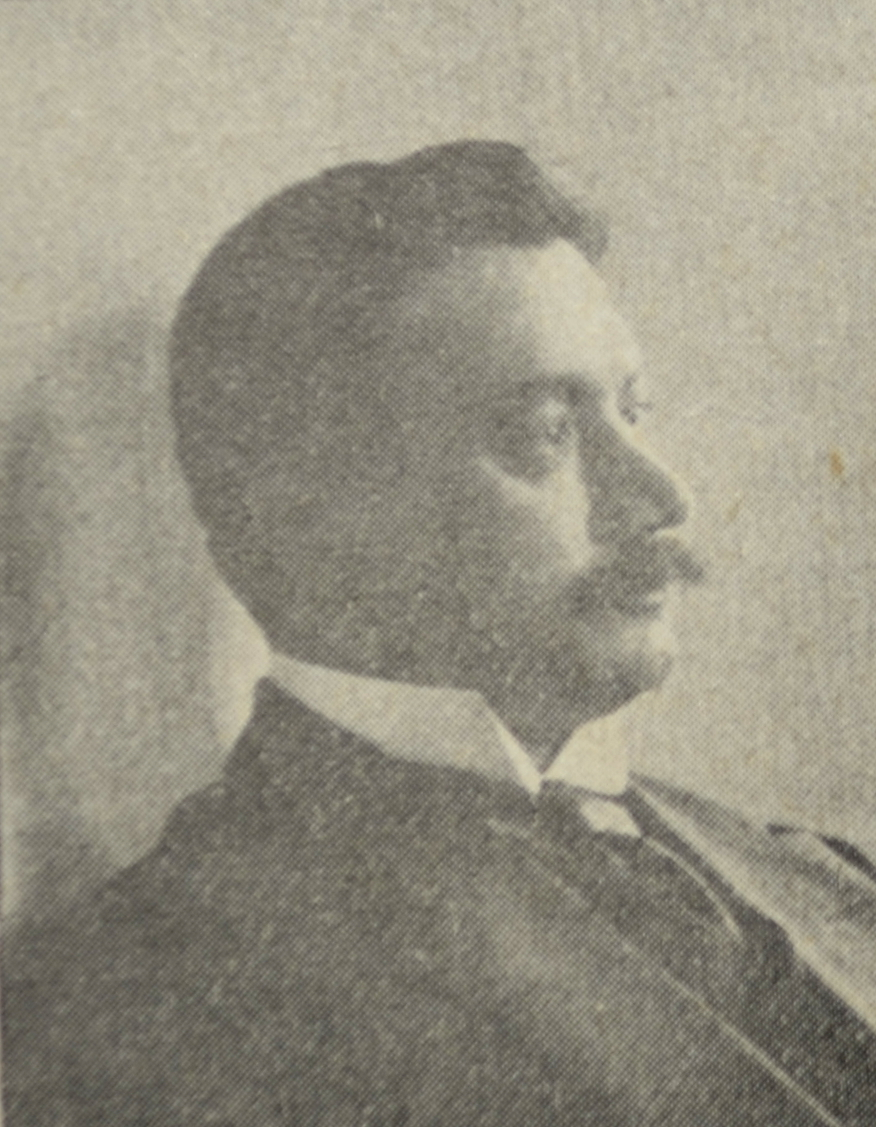
Karl Burger, 1911

Karl Burger (* 15. Juni 1872 in Lingolsheim, Kreis Erstein; † 14. Juni 1946 in Straßburg; französisch Charles Burger) war Rechtsanwalt und Mitglied der zweiten Kammer des Landtags des Reichslandes Elsaß-Lothringen.
Karl Burger war er der Sohn von Martin Burger (* 1833) und dessen Frau Madeleine geborene Antoni (* 1837). Er heiratete am 13. September 1920 in Straßburg Marie-Madeleine Caroline geborene Pfersdorff (* 15. Februar 1879 in Straßburg).
Karl Burger, der evangelischer Konfession war, besuchte die Volksschule, das protestantische Gymnasium in Straßburg und studierte in Straßburg, Genf, Leipzig und Berlin Rechtswissenschaften. Er arbeitete als Rechtsanwalt in Straßburg.
Bei der ersten (und einzigen) Wahl zum Landtag trat er im Wahlkreis Straßburg II als Kandidat der Elsässischen Fortschrittspartei an. Im Ersten Wahlgang wurden im Wahlkreis von den 5.125 Stimmberechtigten 4.163 Stimmen abgegeben. Auf Burger entfielen 1.804, auf den Sozialdemokraten Meyer 1.642, den Zentrum-Kandidaten Dr. Didio 493 und auf den Kandidaten Hering 174 Stimmen. Im Zweiten Wahlgang war Burger der einzige Kandidat und erhielt 3.334 von 3.616 Stimmen. Karl Burger gehörte dem Landtag bis 1918 an.
Karl Burger war Reichstagskandidat für den Wahlkreis 8 des Reichslandes Elsaß Lothringen (Stadt Straßburg) bei der Reichstagswahl 1907, wurde aber durch den SPD-Kandidaten Bernhard Böhle geschlagen.
In der Zwischenkriegszeit war er Präsident der Rechtsanwaltskammer Straßburg, und 1941 bis 1944 während der deutschen Besatzung dort Mitglied des Stadtrates.